# Iroschottische Kirche

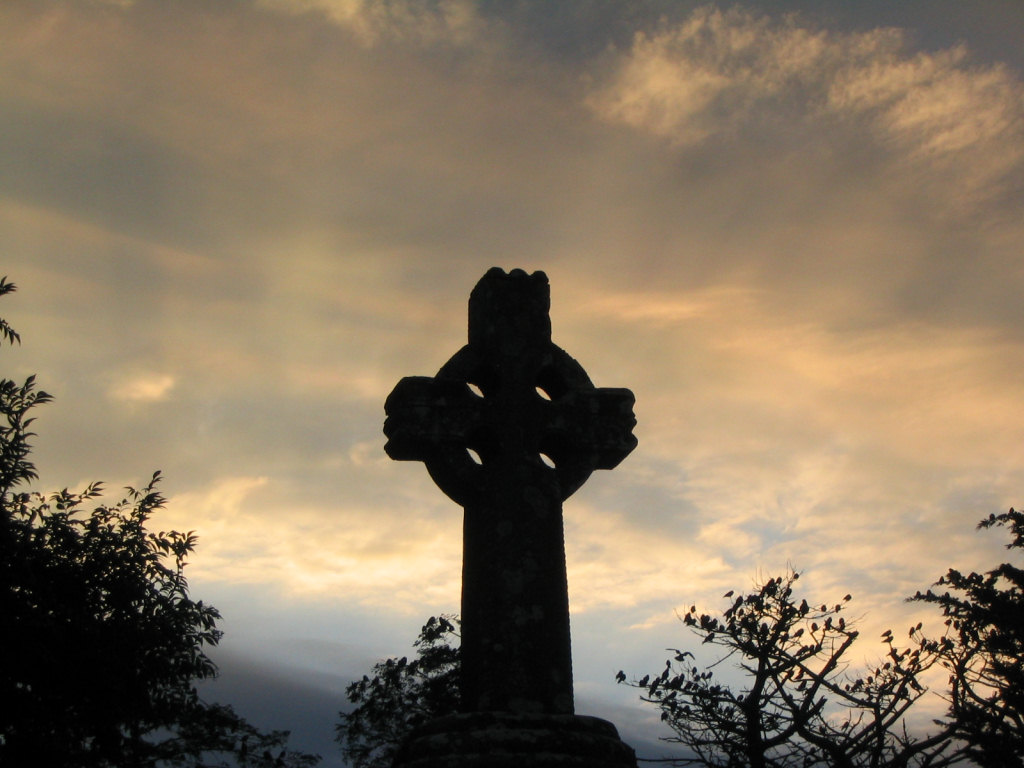
Keltenkreuz in Knock, Irland

Die iroschottische Kirche war das Christentum, wie es bis zum 10. Jahrhundert in Irland, auf der Isle of Man und in Schottland verbreitet war. Die iroschottische Kirche war kurz Teil der lateinischen Kirche, deren Hierarchie und Liturgie sie erst zwischen dem 12. und dem 13. Jahrhundert infolge der normannischen Eroberung Irlands übernahm.

## Begrifflichkeit und Prägung
Der Begriff iroschottisch (auch iro-schottisch) bezieht sich auf den irischen Stamm der Skoten, der sich vom 3. bis 5. Jahrhundert auf beiden Seiten der Irischen See ausbreitete. Im Lateinischen wurde Irland Scotia maior genannt. Entsprechend werden diese Gemeinden als iroschottisch bezeichnet.
Irland, die Isle of Man und der Norden Schottlands waren in Europa insofern eine Ausnahme, als sie christianisiert wurden, ohne je Teil des Römischen Reiches gewesen zu sein. Ebenso war Irland, im Gegensatz zum übrigen Europa, von der Völkerwanderung nicht betroffen. Diese Faktoren, die Tradition und die eine weltliche oder kirchliche Zentralgewalt verhindernde politische Situation trugen wesentlich zur Prägung des iroschottischen Christentums bei. Von den damaligen häretischen Bewegungen gelangten der Pelagianismus und der Quartodecimanismus in die Region.

## Besonderheiten
Das iroschottische Christentum weist viele Wesenszüge des vornizäanischen Christentums auf. Die Beschreibungen der Einzelheiten variieren von Quelle zu Quelle. Häufig aufgeführte Besonderheiten sind:
- eine Hierarchie von Patriarchen und Metropoliten.
- die Berechnung des Osterdatums nach der vor dem ersten Konzil von Nicäa üblichen Methode.
- ein ausgeprägtes Mönchtum. Die Klöster legten Wert auf das Bibelstudium; Irland stand im Ruf einer „Insel der Heiligen und Gelehrten“. Karl der Große lud aus diesem Grund irische Gelehrte von der „Insel der Gebildeten“ an seinen Hof ein. Die Peregrinatio der Mönche, das Verlassen der Heimat um der Mission willen, galt als asketische Übung. Mönche trugen die sogenannte transverse Tonsur, bei der die vordere Hälfte des Schädels geschoren wurde.
- Bischöfe hatten keine Diözesen. Es konnte an einem Ort mehrere Bischöfe geben, und die Bischofsweihe wurde von nur einem Bischof vollzogen.
- Priester mussten Steuern zahlen, Militärdienst leisten und waren der weltlichen Justiz unterstellt.
- Es gab keinen Zehnten; die Klöster und Priester wurden durch Spenden der Clans unterhalten.
- Die Taufe wurde vermutlich durch Untertauchen und ohne Salbung, jedoch mit anschließender Fußwaschung vollzogen.
- Kirchen und Klöster standen nicht unter dem Patrozinium eines Heiligen, sondern wurden nach weltlichen Stiftern benannt.

Auch die Form der gottesdienstlichen Feiern unterschied sich.

## Geschichte und Verbreitung
Entstanden ist das iro-schottische Christentum vermutlich im 4. Jahrhundert. Als sich die Römer aus Britannien zurückzogen, hatte das Christentum dort Fuß gefasst. Im Jahr 431 schickt Papst Coelestin I. den Bischof Palladius als Missionar nach Irland. Ihm folgte der Brite Patricius, der als heiliger Patrick verehrt wird. Die Kelten hatten auch Verbindungen zum Nordwesten Frankreichs (Bretagne).
Das iroschottische Christentum umfasste somit neben Irland auch die britischen Inseln und die Bretagne. Es existierte in England bis 664 (Synode von Whitby), in Wales bis zum 9. Jahrhundert und auf der Isle of Man und in Schottland bis zum 12. Jahrhundert.
Auf der Synode von Whitby übernahm die englische Kirche das Osterdatum von Nizäa und den römischen Ritus. Im 8. Jahrhundert übernahm das iroschottische Christentum die effizientere Organisation und Hierarchie der römisch-katholischen Kirche. In der Bretagne wurde die Regel des hl. Columban erst im 9. Jahrhundert durch die Benediktusregel ersetzt. Die iroschottische Prägung wurde zu Beginn des 12. Jahrhunderts (Synode von Rathbreasail) sukzessiv angepasst. Die Anpassung an die römisch-katholische Kirche wurde nach der Eroberung Irlands durch Heinrich II. 1172 vollendet (zweite Synode von Cashel).

## Iroschottische Mission
Irische Mönche wirkten als Missionare bereits im 5. Jahrhundert in Schottland und England, wo sie Klöster errichteten. Missionare brachten das Christentum bis in die Schweiz, nach Italien und Galicien, nach Island und zu den Färöern. Papst Gregor der Große wies die iroschottischen Missionare 601 an, die im Volk verehrten alten heidnischen Kultstätten nicht zu zerstören. Man solle diese Orte mit Weihwasser besprengen, Altäre oder Kapellen errichten und Reliquien in die Altäre einbetten.
Die iroschottische Mission begann im heutigen deutschsprachigen Raum bereits 563 in St. Gallen. Nach heutigem Kenntnisstand wurden die Kirchen und Kapellen in Deutschland (etwa im von Chatten besiedelten Hessen) ab dem 7. Jahrhundert von iroschottischen Mönchen errichtet. 

### Wirkungsstätten auf dem Kontinent
Beispiele für wichtige Stätten der iroschottischen Mission sind
- in Frankreich: Péronne, Laon, Auxerre, Luxeuil, Besançon, Straßburg
- in Belgien und Luxemburg: Lüttich, Echternach
- in Deutschland: Köln, Trier, Disibodenberg, Fulda, Amöneburg, Büraburg, Schotten, Regensburg, Würzburg, Klingenmünster (Pfalz), Reichenau
- in der Schweiz: St. Gallen, Rheinau
- in Österreich: Salzburg, Wien
- in Italien: Bobbio, Fiesole, Lucca

### Bedeutung für die kontinentale Kulturgeschichte

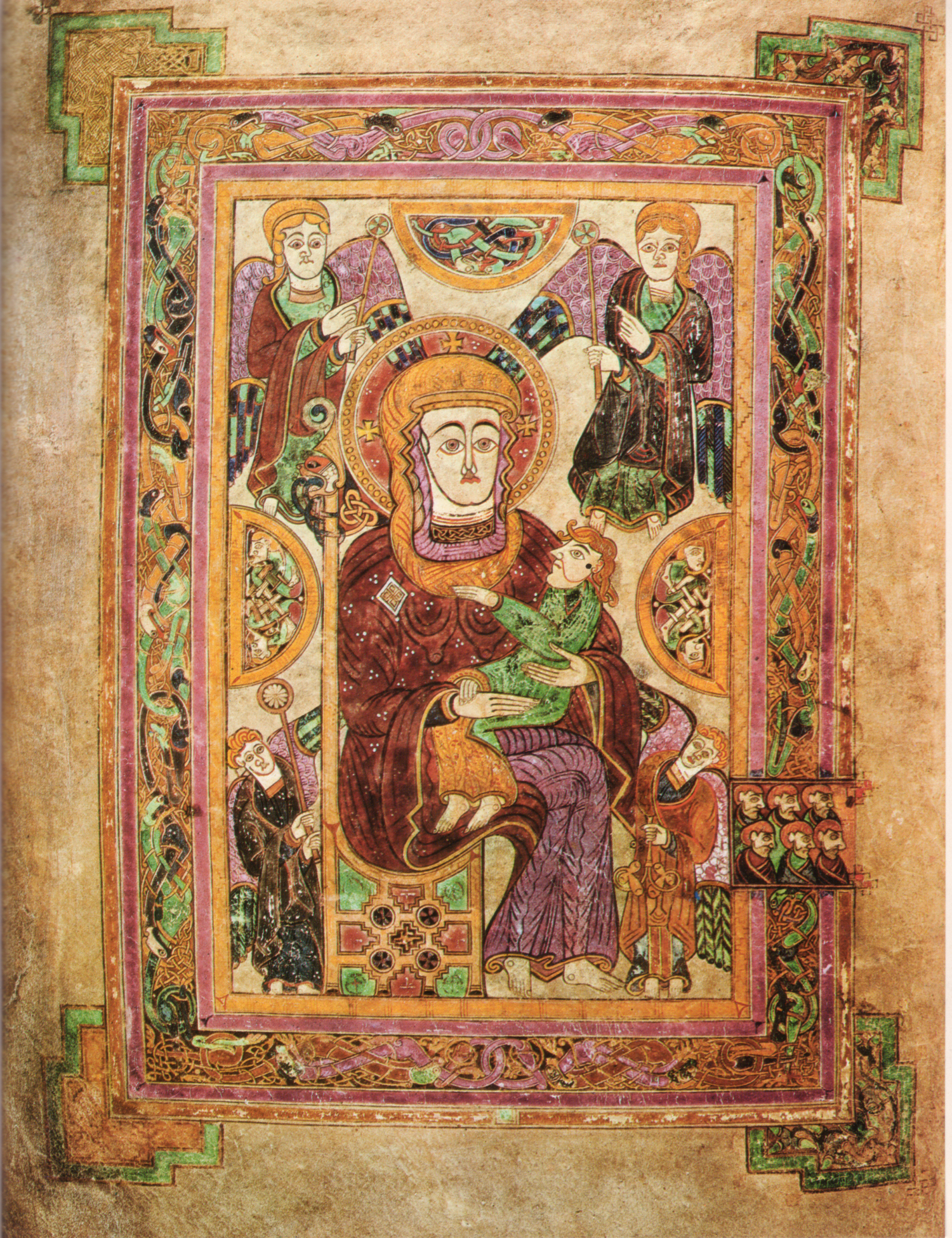
Muttergottes mit Kind, Buchmalerei im Book of Kells

Neben der missionarischen Bedeutung der iroschottischen Mission für das europäische Festland hatte diese auch Einfluss auf dessen Kunst und Philosophie. Die irischen Klöster, die durch die Völkerwanderungswirren nicht zerstört wurden, bewahrten viele antike Handschriften. Sie verfügten schon im 7. Jahrhundert über eine hoch entwickelte Buchmalerei, aus der z. B. das Book of Lindisfarne und das Book of Kells hervorgingen. Durch die iroschottische Mission verbreiteten sich diese Handschriften auf dem europäischen Festland, wo dann die Skriptorien der Klöster Luxeuil und Corbie bereits im 8. Jahrhundert einen guten Ruf genossen. Unter anderem von diesen Skriptorien ging die karolingische Renaissance aus.
Die Schriften Alkuins trugen wesentlich zur Vermittlung der in Irland und England bewahrten lateinischen Bildung im Frankenreich bei; zu nennen sind auch die philosophischen Werke des Johannes Scotus Eriugena aus dem 9. Jahrhundert.
Der kulturelle Einfluss der „Schottenklöster“, in denen tatsächlich irische Mönche wohnten, etwa auf die Städte Würzburg, Regensburg oder Wien, zeigt sich heute noch in der Arbeit deutsch-irischer Freundschaftsgesellschaften. Das in diesem Zusammenhang bedeutendste Kunstwerk ist wohl das Schottenportal der Regensburger Schottenkirche mit seinen 144 Figuren, die sich um Christus gruppieren. In Wien zeugt das Schottenstift, eigentlich die Benediktinerabtei Unserer Lieben Frau zu den Schotten, vom Wirken der iroschottischen Mönche.

## Wiederbelebungsversuche
Heutige Gemeinschaften, die sich auf die iroschottische Kirche beziehen, wie  die Celtic Orthodox Church oder die Celtic Catholic Church, sind Neugründungen. Sie sind hauptsächlich auf den britischen Inseln, in Frankreich und Nordamerika aktiv.
Iroschottische Elemente finden sich heutzutage auch in einigen ökumenisch orientierten Gemeinschaften wie der Iona Community wieder.

## Iroschottische Spiritualität in der Musik
Zahlreiche Komponisten der Gegenwart vertonten Segenssprüche der iroschottischen Tradition:
- James Moore (1951–2022): An Irish Blessing („May the road rise to meet you“), 1987
- Terence Oldfield (* 1949): Celtic Blessing (1992/2009)
- Markus Pytlik (* 1966): „Möge die Straße uns zusammenführen“ (Irische Segenswünsche; GL Köln 823)
- John Rutter (* 1945): A Gaelic Blessing
- Günter Schwarze (* 1949): Altirischer Segenswunsch „Mögen sich die Wege vor deinen Füßen ebnen“ (Kirchenlied)[4]

Mit den Segenslieder von Markus Pytlik und Günter Schwarze kehrten Traditionen der iroschottischen Kirche auch in die Gesangbücher deutschsprachiger Kirchen ein.

## Heilige
Heilige, die zum keltischen Christentum gehörten, sind unter anderem:
- Adomnan von Iona
- Aidan von Lindisfarne
- Brendan der Reisende
- Brigida von Kildare
- Columban von Iona
- Columban von Luxeuil
- David von Menevia
- Disibod
- Fridolin von Säckingen
- Gallus
- Gildas
- Johannes Scotus
- Kilian mit seinen Begleitern Kolonat und Totnan
- Martin von Laon
- Modestus von Kärnten
- Patrick
- Pelagius
- Piran und Samson von Dol
- Pirmin
- Trudpert
- Virgilius von Salzburg
- Willibrord

## Einzelbelege
1. ↑  Albert Bruckner, Regesta Alsatiae nevi aevi merovingici et karolini. 496-918. Bd. 1. Straßburg und Zürich 1949, Nr. 275, S. 174 f.
2. ↑  Peter Dinzelbacher: Mönchtum und Kultur. 1. Mittelalter. In: Peter Dinzelbacher, James Lester Hogg (Hrsg.): Kulturgeschichte der christlichen Orden in Einzeldarstellungen. Alfred Kröner Verlag, Stuttgart 1997, ISBN 3-520-45001-1, S. 1–18, hier S. 6.
3. ↑  Vgl. L’Église Orthodoxe Celtique (Memento des Originals vom 6. Februar 2016 im Internet Archive)  Info: Der Archivlink wurde automatisch eingesetzt und noch nicht geprüft. Bitte prüfe Original- und Archivlink gemäß Anleitung und entferne dann diesen Hinweis.
4. ↑  Zum Beispiel in: Wo wir dich loben, wachsen neue Lieder - plus, München 2018, Strube Verlag VS 4111, ISBN 978-3-89912-211-4 Nr. 71